# Матт (Гларус)
Матт (нем. Matt GL) — коммуна в Швейцарии, в кантоне Гларус.
1 января 2011 года вошла в состав коммуны Гларус-Зюд.
Население составляет 383 человека (на 31 декабря 2006 года). Официальный код — 1615.